# 16e arrondissement (Parijs)
Het 16e arrondissement is een van de 20 arrondissementen van Parijs. Dit arrondissement staat net zoals het 17e arrondissement bekend als het deel van Frankrijk met de hoogste huizenprijzen. De oppervlakte bedraagt 7,91 km², zonder het Bois de Boulogne. 

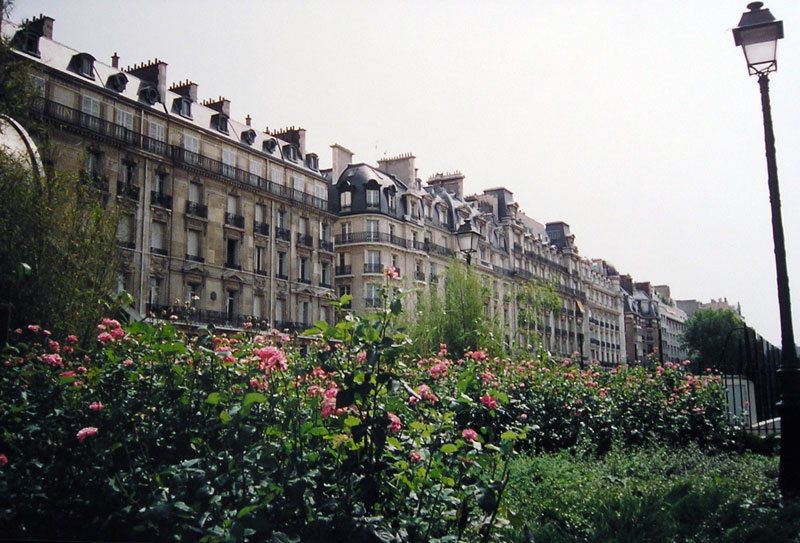
Huizen in 16e arrondissement

## Wijken
Zoals alle arrondissementen, is ook het 16e opgedeeld in vier kwartieren (Frans: quartiers).
- Quartier d'Auteuil (deel van de voormalige gemeente Auteuil)
- Quartier de la Muette (deel van de voormalige gemeente Passy)
- Quartier de la Porte-Dauphine
- Quartier de Chaillot

## Bezienswaardigheden
- Palais de Chaillot
- Musée Marmottan Monet
- Parc des Princes
- Roland Garros

### Begraafplaatsen
- Cimetière d'Auteuil
- Cimetière de Passy

## Bevolking
| Jaar | Bevolking | Dichtheid      |
| ---- | --------- | -------------- |
| 1962 | 227.418   | 28.985 inw/km² |
| 1968 | 214.120   | 27.290 inw/km² |
| 1975 | 193.590   | 24.674 inw/km² |
| 1982 | 179.446   | 22.871 inw/km² |
| 1990 | 169.863   | 21.650 inw/km² |
| 1999 | 161.773   | 20.619 inw/km² |
| 2015 | 165.487   | 20.921 inw/km² |

- Bibliothèque nationale de France: cb11957255d (data)
- Gemeinsame Normdatei: 4452889-9
- International Standard Name Identifier: 0000 0000 9046 6701
- Library of Congress Control Number: n79062508
- Nationale Bibliotheek van Israël: 987007564358905171
- Système universitaire de documentation: 026588803
- Virtual International Authority File: 155926268
- WorldCat: E39PBJxWRhv9cdgvCYwBx8b8G3